# Giro di Romagna 1969
Il Giro di Romagna 1969, quarantacinquesima edizione della corsa, si svolse il 1º maggio 1969 su un percorso di 240 km. La vittoria fu appannaggio dell'italiano Dino Zandegù, che completò il percorso in 6h15'00", precedendo i connazionali Gianni Motta e Vito Taccone.

## Ordine d'arrivo (Top 10)
| Pos. | Corridore              | Squadra        | Tempo    |
| ---- | ---------------------- | -------------- | -------- |
| 1    | Dino Zandegù           | Salvarani      | 6h15'00" |
| 2    | Gianni Motta           | Sanson         | s.t.     |
| 3    | Vito Taccone           | Germanvox-Wega | s.t.     |
| 4    | Matteo Cravero         | Sanson         | s.t.     |
| 5    | Ole Ritter             | Germanvox-Wega | s.t.     |
| 6    | Giorgio Destro         | G.B.C.         | s.t.     |
| 7    | Renato Laghi           | Germanvox-Wega | s.t.     |
| 8    | Albert Van Vlierberghe | Ferretti       | s.t.     |
| 9    | Ernesto Jotti          | Scic           | s.t.     |
| 10   | Francesco Desaymonet   | Faema          | s.t.     |